# MAGIC International Manga Contest
Le MAGIC International Manga Contest est un concours de manga lancé depuis 2017.
Il se déroule au Grimaldi Forum Monaco, lors du Monaco Anime Game International Conferences (MAGIC), en collaboration avec la société monégasque Shibuya Productions (fondé par Cédric Biscay) et l'éditeur japonais Shueisha.
Le président du jury est chaque année un mangaka célèbre comme Nobuhiro Watsuki (Kenshin le vagabond), Tite Kubo (Bleach) ou encore Kazuki Takahashi (Yu-Gi-Oh!).
Entre 2017 et 2023, de nombreux jeunes talents ont été publiés au Japon sur la célèbre plateforme Shōnen Jump+ (少年ジャンプ+, Shōnen Janpu Purasu).
Le concours est en pause depuis 2023.

## Histoire
L'évènement Monaco Anime Game International Conferences (MAGIC), au Grimaldi Forum Monaco, est fondé en 2014 par Cédric Biscay et Kostadin Yanev. Depuis 2017, le concours de manga international se déroule en partenariat avec l'éditeur japonais Shūeisha qui possède des licences historiques comme Dragon Ball, Naruto ou One Piece. Le président du jury est chaque année un auteur de manga célèbre (Nobuhiro Watsuki, Kazuki Takahashi...)
Le but est de promouvoir les jeunes talents de demain avec la publication de one-shots (histoires courtes) sur un thème libre. Le concours est gratuit et ouvert à toute personne majeure. Le gagnant a l’opportunité de passer plusieurs semaines au Japon pour rencontrer des mangaka et se faire conseiller par un éditeur.
En 2023, Shibuya Productions annonce une pause dans ses activités. L'édition 2024 du salon MAGIC et le concours de manga sont annulés. Le concours n'est pas reconduit pour 2025. Une cessation des paiements constatée par jugement du Tribunal de première instance en serait la cause.

### Gagnants
- 2017 : Vinhnyu (France), Dhafer (France)
- 2018 : Joanne Kim (Corée), Zilo (France), Tiers Monde (France)[7]
- 2019 : Fabien Ronteix (France), Charles Compain (France)
- 2020 : Charles Compain (France), Kine Gunot (France)
- 2021 : Toan Tran, Samuel Van der Veen (France), Valerie Yugay (Russie)
- 2022 : Théodore Magloire Ekane Ekane (Cameroun), Maria Enjelia Villanueva (Philippines), Loïck Ngue (France)
- 2023 : Elena Vitagliano (Italie)[8], 2147 (France)